# Saarpark-Center
Das Saarpark-Center ist ein Einkaufszentrum in Neunkirchen (Saar). Betrieben wird es von der ECE Projektmanagement GmbH & Co. KG in Hamburg.

## Geschichte
Nach dem Niedergang des Neunkircher Eisenwerks und einem Erwerb des Großteils des alten Geländes durch die Kreisstadt kam es zum Abriss eines Großteils der alten Gebäude. In der Folge wurde über eine Umstrukturierung und Erneuerung der Neunkircher Innenstadt nachgedacht. Der Stadtkern sollte nach Westen erweitert werden. Zunächst wurde der Neunkircher Geschäftswelt offeriert, ein gemeinsames Einkaufscenter zu erstellen und zu betreiben. Dieser Plan stieß jedoch auf Ablehnung. Schließlich wurde mit dem ECE-Projektmanagement in Hamburg ein Investor gefunden.
Am 6. November 1987 begannen die Bauarbeiten, die fast zwei Jahre andauerten. Am 31. August 1989 wurde das Saarpark-Center eingeweiht. In der Saarbrücker Zeitung wurde eine Anzeige geschaltet, die den damaligen Bundeskanzler Helmut Kohl zeigte, wie er „Herrn L.A. von Taine“ und allen Saarländern mit einem Glas Sekt zuprostet und auf das neue Center anstößt. Es handelte sich dabei um einen Fake, der vom Bundeskanzleramt zügig dementiert wurde. Das Center-Management entschuldigte sich öffentlich für den misslungenen Scherz. Das Saarpark-Center umfasste zu dieser Zeit eine Verkaufsfläche von 28.000 Quadratmeter.
Es wurde später ein Erweiterungsbau auf 33.500 Quadratmeter in Auftrag gegeben, der im Oktober 1999 eröffnet wurde. 2009 wurde das Center umgebaut und aufgewertet. 2014 fand eine zweiwöchige 25-Jahres-Jubiläumsfeier statt. Als Redner traten unter anderem die saarländische Ministerpräsidentin Annegret Kramp-Karrenbauer,  die damalige Landrätin Cornelia Hoffmann-Bethscheider, Oberbürgermeister Jürgen Fried sowie Amtsvorgänger Friedrich Decker auf. Weitere Gäste waren der Fußballer Stefan Kuntz, die beiden Musical-Darsteller Axel Herrig und Aino Laos sowie der niederländische Moderator Harry Wijnvoord. Filmemacher Hans-Günther Ludwig drehte einen 25-minütigen Imagefilm.

## Beschaffenheit und Lage
Das Saarpark-Center befindet sich in der Neunkircher Innenstadt und ist zentral an den öffentlichen Nahverkehr der Neunkircher Verkehrs-Gesellschaft angebunden. Es hat drei Parkhäuser mit 1.600 Parkplätzen. Das Geschäft selbst erstreckt sich auf zwei Etagen und umfasst 33.500 Quadratmeter Verkaufsfläche mit derzeit 130 Fachgeschäften. Derzeit arbeiten etwa 1.200 Menschen in dem Einkaufszentrum.